# Nekrolog 1782
Nekrolog
◄◄
| ◄
| 1778
| 1779
| 1780
| 1781
| 1782 | 1783 | 1784 | 1785 | 1786 | ► | ►►
Weitere Ereignisse | Allgemeiner Nekrolog 1782
Die Beschreibung der verstorbenen Person sollte so kurz wie möglich gehalten sein und nur deren signifikante Tätigkeit(en) enthalten.
Neue Namen ggf. auch unter dem Geburts- und Sterbedatum, also etwa unter 1. Januar und im Geburts- und Sterbejahr (2024) eintragen (nur bei entsprechender großer Wichtigkeit). Für Beispiele siehe die schon vorhandenen Artikel.
Außerdem über die fünf zuletzt Verstorbenen, zu denen es einen ausreichend guten Artikel für eine Präsentation auf der Hauptseite gibt, nach der todesbedingten Überarbeitung der Artikel ggf. auch unter Wikipedia Diskussion:Hauptseite informieren und sie am besten auch in den anderen Wikipedia-Sprachversionen eintragen. Tipp: Regelmäßig bei news.google.de nach „ist tot“, „gestorben“ oder „verstorben“ suchen.
Wenn eine Person gestorben ist, gibt es viele Seiten zu dieser Person in der Wikipedia, die davon auch betroffen sind und entsprechend aktualisiert werden müssen. Beispiele: Namenübersichtsseite, Geburtsjahr, Geburtsort-Seiten und viele mehr.
Wie finde ich die betroffenen Seiten?
Im Suchfeld auf der linken Seite gibt man den Suchbegriff so ein: „Vorname Nachname“. Dann klickt man auf Volltext und alle Seiten mit entsprechendem Suchtext werden aufgerufen. Hier sieht man dann schnell, wo auch das Todesjahr Sinn macht oder sogar ein Teil des Artikels angepasst werden muss. Auch hilft das „Werkzeug“ auf der linken Seite sehr gut, um solche Seiten aufzufinden: „Links auf diese Seite“. Somit ist die Wikipedia wieder aktuell in allen Bereichen! Hinweis: bei Eintragung der Kategorie „Gestorben JAHR“ wird der Missbrauchsfilter 49 ausgelöst, was jedoch nicht schlimm ist. Siehe: Spezial:Missbrauchsfilter/49
Dies ist eine Liste von im Jahr 1782 verstorbenen bekannten Persönlichkeiten. Die Einträge erfolgen innerhalb der einzelnen Daten alphabetisch sortiert. Tiere sind im Nekrolog für Tiere zu finden.

## Januar
| Tag        | Name                                   | Beruf, bekannt als                                                                              | Alter | Beleg |
| ---------- | -------------------------------------- | ----------------------------------------------------------------------------------------------- | ----- | ----- |
| 1. Januar  | Johann Christian Bach                  | deutscher Komponist und Sohn von Johann Sebastian Bach                                          | 46    |       |
| 1. Januar  | Juan Crespí                            | spanischer Missionar                                                                            | 60    |       |
| 3. Januar  | Friedrich Wilhelm von Thile            | preußischer Generalmajor und Chef des Infanterie-Regiments Nr. 28                               |       |       |
| 4. Januar  | Ange-Jacques Gabriel                   | französischer Architekt                                                                         | 83    |       |
| 4. Januar  | William Maule, 1. Earl Panmure         | britischer Adliger und General                                                                  |       |       |
| 11. Januar | Joseph Johann Kauffmann                | österreichischer Maler                                                                          | 74    |       |
| 13. Januar | Ernst Heinrich von Czettritz           | preußischer Generalleutnant                                                                     | 68    |       |
| 18. Januar | John Pringle                           | britischer Mediziner                                                                            | 74    |       |
| 20. Januar | Christian Ernst Simonetti              | lutherischer Theologe                                                                           | 81    |       |
| 21. Januar | Johann Ludwig Nöthiger                 | Schweizer Kupferstecher                                                                         |       |       |
| 25. Januar | Carl Samuel Neumann Edler von Buchholt | Mitglied der Landesadministration des Temescher Banats, erbländisch-österreichischer Adelsstand |       |       |
| 27. Januar | Leopoldine Marie von Anhalt-Dessau     | Prinzessin von Anhalt-Dessau, durch Heirat Markgräfin von Brandenburg-Schwedt                   | 65    |       |
| 27. Januar | Johann Martin Mieding                  | deutscher Tischler                                                                              | 56    |       |
| 28. Januar | Jean-Baptiste Bourguignon d’Anville    | französischer Geograph                                                                          | 84    |       |
| 29. Januar | Johanna Charlotte Unzer                | deutsche Philosophin                                                                            | 56    |       |

## Februar
| Tag         | Name                              | Beruf, bekannt als                                                                | Alter | Beleg |
| ----------- | --------------------------------- | --------------------------------------------------------------------------------- | ----- | ----- |
| 7. Februar  | Louis-Étienne Arcère              | französischer Historiker und Priester der Oratorianer                             | 83    |       |
| 9. Februar  | Giuseppe Luigi Assemani           | italienischer Orientalist, Professor der orientalischen Sprachen und der Liturgik | 71    |       |
| 10. Februar | Friedrich Christoph Oetinger      | deutscher Theologe und Pietist                                                    | 79    |       |
| 11. Februar | Phaungkaza Maung Maung            | birmanischer König                                                                | 18    |       |
| 12. Februar | Franz Ignaz Wedekind              | deutscher Rechtswissenschaftler                                                   |       |       |
| 14. Februar | Manuel d’Amat i de Junyent        | spanischer Vizekönig in Peru                                                      |       |       |
| 14. Februar | Christian Renatus Braun           | deutscher Jurist                                                                  | 67    |       |
| 16. Februar | Heinrich Carl von Schimmelmann    | deutsch-dänischer Politiker                                                       | 57    |       |
| 17. Februar | Joseph I.                         | Fürst von Schwarzenberg, deutsch-böhmischer Adeliger                              | 59    |       |
| 20. Februar | Andreas Trauttner                 | deutscher Landmesser und Kartenzeichner                                           | 79    |       |
| 24. Februar | François Jean-Philippe de Boccard | französischer General                                                             | 85    |       |
| 26. Februar | José Cadalso                      | spanischer Schriftsteller                                                         | 40    |       |
| 26. Februar | Giovanni Battista Noferi          | italienischer Violinist und Komponist                                             |       |       |
| 28. Februar | Abraham Louis Michell             | preußischer Gesandter in London und stellvertretender Gouverneur von Neuenburg    |       |       |
| 28. Februar | Johann Nikolaus Ritter            | deutscher Orgelbauer                                                              | 79    |       |

## März
| Tag      | Name                                          | Beruf, bekannt als                                                                   | Alter | Beleg |
| -------- | --------------------------------------------- | ------------------------------------------------------------------------------------ | ----- | ----- |
| 1. März  | Michael Fras                                  | deutscher Ordensgeistlicher, Mathematiker und Uhrmacher                              | 53    |       |
| 1. März  | John A. Treutlen                              | US-amerikanischer Politiker                                                          | 48    |       |
| 2. März  | Sophie von Frankreich                         | Prinzessin von Frankreich und Navarra                                                | 47    |       |
| 4. März  | Ernst Martin Chladni                          | deutscher Jurist                                                                     | 66    |       |
| 4. März  | Gaetano Matteo Pisoni                         | Schweizer Architekt                                                                  | 68    |       |
| 5. März  | Johann Martin Kraemer                         | deutscher Baumeister und Architekt                                                   | 68    |       |
| 7. März  | Hennow Ludwig von Barfus                      | Bürgermeister von Stargard in Pommern und städtischer Landrat                        |       |       |
| 10. März | Philipp Ludwig Ewald von Rohr                 | preußischer Landrat                                                                  | 71    |       |
| 11. März | Georg August Langguth                         | deutscher Mediziner                                                                  | 70    |       |
| 16. März | Johann Friedrich Schönemann                   | deutscher Theaterdirektor                                                            | 77    |       |
| 17. März | Daniel Bernoulli                              | Schweizer Mathematiker                                                               | 82    |       |
| 18. März | Ernst Jakob Danovius                          | lutherischer Theologe                                                                | 41    |       |
| 22. März | Joachim Martin Falbe                          | Bildnismaler, Radierer, Zeichner                                                     | 72    |       |
| 29. März | Karl Friedrich Johann Jakob von Linckersdorff | preußischer Generalmajor der Armee                                                   |       |       |
| 30. März | Johann Gehmacher                              | salzburger-österreichischer Steinmetzmeister des Barock, Richter in Kaisersteinbruch |       |       |
| 30. März | Jakob Rüdiger von Zastrow                     | preußischer Generalmajor                                                             |       |       |
| 31. März | Henrich Miller                                | deutscher Drucker, Verleger und Übersetzer in Nordamerika                            |       |       |
| März     | Franz Wilhelm Rabaliatti                      | italienisch-deutscher Architekt und Hofbaumeister des Kurfürsten Karl Theodor        |       |       |
| März     | Johan Vibe                                    | norwegischer Dichter                                                                 | 33    |       |

## April
| Tag       | Name                                   | Beruf, bekannt als | Alter | Beleg |
| --------- | -------------------------------------- | --- | ----- | ----- |
| 2. April  | Carl Heinrich von Wedel                | preußischer Generalleutnant und Kriegsminister                                                                            | 69    |       |
| 5. April  | Carl Andreas Bel                       | deutscher Autor und Historiker                                                                                            | 64    |       |
| 6. April  | Johann Tobias Krebs                    | deutscher Philologe und Pädagoge                                                                                          | 63    |       |
| 6. April  | Taksin                                 | König von Siam | 47    |       |
| 8. April  | Johann Michael Kirschbaum              | deutscher Webermeister und Autor                                                                                          | 56    |       |
| 10. April | Johann Sylvius von Rothkirch           | preußischer Generalmajor                                                                                                  | 67    |       |
| 12. April | Pietro Metastasio                      | italienischer Librettist, Textdichter und Autor                                                                           | 84    |       |
| 15. April | Louis-Marie-Augustin d’Aumont          | französischer Adliger, Militär und Kunstsammler                                                                           | 72    |       |
| 15. April | Jacek Rybiński                         | polnischer Zisterzienser, Abt des Klosters Oliva                                                                          |       |       |
| 15. April | Henri-François de Treytorrens          | Schweizer Kaufmann und Reeder                                                                                             | 52    |       |
| 16. April | Giuseppe Vasi                          | römischer Vedutenstecher und Grafiker                                                                                     | 71    |       |
| 19. April | Ludwig von Buddenbrock                 | preußischer Generalmajor, Chef des Infanterieregiments Nr. 16                                                             | 62    |       |
| 19. April | Marinos Charvouris                     | griechischer Ingenieur |       |       |
| 21. April | Jacob Friedrich Werner                 | deutscher Rhetoriker und Historiker                                                                                       | 49    |       |
| 22. April | Josef Seger                            | böhmischer Komponist, Vertreter der Altböhmischen Schule                                                                  | 66    |       |
| 23. April | Christoph Friedrich Duttenhofer        | deutscher Pfarrer und Seidenproduzent                                                                                     |       |       |
| 23. April | Carl Ludwig von Siegroth               | preußischer Kammerpräsident und Landrat                                                                                   |       |       |
| 24. April | Hans Jakob Pestalozzi                  | Schweizer Unternehmer | 74    |       |
| 24. April | Peter Joseph du Plat                   | kurhannoverscher Kartograf und Oberdeichgraf                                                                              | 54    |       |
| 25. April | Maria Theresia Isabella von Blumenthal | Philanthropin und Oberhofmeisterin von Wilhelmine von Preußen                                                             | 69    |       |
| 26. April | Jakob Fröschle                         | deutscher Maler | 40    |       |
| 27. April | David Bruhn                            | deutscher evangelischer Theologe und Kirchenlieddichter                                                                   | 54    |       |
| 27. April | John Campbell, 4. Earl of Loudoun      | britischer Militär | 76    |       |
| 27. April | William Talbot, 1. Earl Talbot         | britischer Adliger und Politiker                                                                                          | 71    |       |
| 29. April | Johann Ernst von Plötz                 | königlich preußischer Oberst, Chef eines Grenadier-Bataillons später Chef des Kadettenkorps sowie Amtshauptmann von Balga |       |       |

## Mai
| Tag     | Name                                           | Beruf, bekannt als                                                                                    | Alter | Beleg |
| ------- | ---------------------------------------------- | --- | ----- | ----- |
| 1. Mai  | Simon August                                   | Graf von Lippe                                                                                        | 54    |       |
| 2. Mai  | Alexander Gottlieb von Seydlitz                | königlich preußischer Generalmajor und Chef des Husaren-Regiments Nr. 8                               |       |       |
| 4. Mai  | Christian Rudolf von Weiher                    | preußischer Generalmajor und Chef des Kürassier-Regiments Nr. 2                                       | 73    |       |
| 5. Mai  | Bernardino Giraud                              | Kardinal der Römischen Kirche                                                                         | 60    |       |
| 5. Mai  | Katori Nahiko                                  | japanischer Philosoph, Waka-Poet und Maler                                                            | 59    |       |
| 5. Mai  | Joseph-Nicolas de Montenach                    | Bischof von Lausanne                                                                                  | 73    |       |
| 5. Mai  | Jean-Charles Perrinet d’Orval                  | französischer Pyrotechniker und Enzyklopädist                                                         |       |       |
| 6. Mai  | Johann Caspar Füssli                           | Schweizer Maler und Schriftsteller                                                                    | 76    |       |
| 6. Mai  | Christine Kirch                                | Kalendermacherin und Astronomin in Berlin                                                             | 85    |       |
| 6. Mai  | Roger von Ruttershausen                        | österreichischer Landrat, Bücherzensor, Beisitzer des k.k. Religionsconsesses                         | 55    |       |
| 6. Mai  | Johann Michael Strickner                       | österreichischer Steinmetzmeister und Bildhauer des Barock, Richter in Kaisersteinbruch               |       |       |
| 6. Mai  | Wilhelm Bernhard Trommsdorff                   | deutscher Mediziner, Chemiker und Botaniker                                                           | 43    |       |
| 6. Mai  | Joachim Ulrich von Wopersnow                   | dänischer Generalmajor                                                                                | 66    |       |
| 7. Mai  | Carl Hermann Hemmerde                          | deutscher Verleger                                                                                    | 73    |       |
| 7. Mai  | Henriette Marie von Brandenburg-Schwedt        | Enkelin des Großen Kurfürsten und die Tochter von Philipp Wilhelm von Brandenburg-Schwedt (1669–1711) | 80    |       |
| 8. Mai  | Sebastião José de Carvalho e Melo              | Premierminister Portugals                                                                             | 82    |       |
| 9. Mai  | Friedrich Carl von Gram                        | dänischer Oberhofmarschall, Amtmann und Geheimer Konferenzrat                                         | 80    |       |
| 10. Mai | Christian Friedrich von Bandemer               | königlich-preußischer Generalmajor                                                                    | 64    |       |
| 13. Mai | Johann August von Hellfeld                     | deutscher Rechtswissenschaftler                                                                       | 65    |       |
| 13. Mai | Daniel Solander                                | schwedischer Botaniker                                                                                | 49    |       |
| 14. Mai | Magnus Sommar                                  | schwedischer Theologe                                                                                 | 71    |       |
| 15. Mai | Philipp Friedrich von Rieger                   | württembergischer General                                                                             | 59    |       |
| 15. Mai | Richard Wilson                                 | walisischer Landschaftsmaler und Mitbegründer der Royal Academy of Arts im Jahre 1768                 | 67    |       |
| 15. Mai | Eustachio Zanotti                              | italienischer Geometer und Astronom                                                                   | 72    |       |
| 17. Mai | Karl Leberecht von dem Bussche                 | königlicher preußischer Oberst und Kommandeur des Grenadier-Bataillons Nr. 6                          | 75    |       |
| 19. Mai | Isaak Schlösser                                | Bürgermeister von Elberfeld                                                                           | 74    |       |
| 20. Mai | Ernst Friedrich von Podewils                   | pommerscher Landrat                                                                                   |       |       |
| 20. Mai | Christoph Gottlieb Schröter                    | deutscher Komponist                                                                                   | 82    |       |
| 20. Mai | Carlo Giovanni Testori                         | italienischer Musiktheoretiker und Komponist                                                          | 68    |       |
| 21. Mai | Michael Adam Bergmann                          | deutscher Historiker, Bürgermeister und Stadtoberrichter von München                                  | 48    |       |
| 21. Mai | Robert Monckton                                | General und Gouverneur der englischen Kolonie New York                                                | 55    |       |
| 22. Mai | Friederike Caroline Luise von Hessen-Darmstadt | Prinzessin von Hessen-Darmstadt, durch Heirat Herzogin von Mecklenburg-Strelitz                       | 29    |       |
| 22. Mai | Daniel Triller                                 | deutscher Mediziner und Schriftsteller                                                                | 87    |       |
| 22. Mai | Friedrich Gottlieb Zoller                      | deutscher Rechtswissenschaftler                                                                       | 64    |       |
| 24. Mai | Carl Heinrich von Peistel                      | deutscher Hymnograph und Pietist                                                                      | 78    |       |
| 25. Mai | Johann Caspar Goethe                           | Frankfurter Jurist und Vater von Johann Wolfgang Goethe                                               | 71    |       |
| 28. Mai | Jacob Wilhelm Haniel                           | deutscher Kaufmann                                                                                    | 48    |       |
| 28. Mai | Ernst Friedrich Wernsdorf                      | deutscher evangelischer Theologe und Kirchenhistoriker                                                | 63    |       |
| 29. Mai | Christian Friedrich Georg Meister              | deutscher Rechtswissenschaftler und Hochschullehrer                                                   | 63    |       |
| Mai     | Conrad Lüder von Pentz                         | mecklenburgischer Adliger und Genealoge                                                               | 53    |       |

## Juni
| Tag      | Name                                  | Beruf, bekannt als                                                                    | Alter | Beleg |
| -------- | ------------------------------------- | ------------------------------------------------------------------------------------- | ----- | ----- |
| 2. Juni  | Ludwig Eberhard von Gemmingen         | hannoverscher Regierungsrat und Staatsminister sowie Großvogt in Celle und Hannover   | 62    |       |
| 3. Juni  | Ketewan Andronikaschwili              | georgische Adlige und die erste Gemahlin von König Giorgi XII. von Kartlien-Kachetien |       |       |
| 8. Juni  | Johann Wilhelm Kellner von Zinnendorf | Gründer der Großen Landesloge der Freimaurer von Deutschland                          | 50    |       |
| 10. Juni | Franz Ludwig von Thürheim             | österreichischer Feldmarschall                                                        | 71    |       |
| 11. Juni | William Crawford                      | US-amerikanischer Offizier und Geometer in Diensten von George Washington             |       |       |
| 11. Juni | Martin Feltl                          | österreichischer Glockengießer                                                        |       |       |
| 11. Juni | Juan de Torrezar Díaz y Pimienta      | Vizekönig von Neugranada                                                              |       |       |
| 18. Juni | Marcantonio Marcolini                 | Kardinal der römisch-katholischen Kirche                                              | 60    |       |
| 18. Juni | John Wood der Jüngere                 | britischer Baumeister                                                                 |       |       |
| 21. Juni | Georg Wilhelm von Hessen-Darmstadt    | Prinz von Hessen-Darmstadt                                                            | 59    |       |
| 24. Juni | Anna Göldi                            | Schweizer Justizopfer                                                                 | 47    |       |
| 24. Juni | Johann Christoph Mann                 | österreichischer Komponist und Musikpädagoge                                          | ≈56   |       |
| 26. Juni | Antonio Visentini                     | italienischer Architekt und Maler                                                     | 93    |       |

## Juli
| Tag      | Name                                                | Beruf, bekannt als                                                                                | Alter | Beleg |
| -------- | --------------------------------------------------- | ------------------------------------------------------------------------------------------------- | ----- | ----- |
| 1. Juli  | Charles Watson-Wentworth, 2. Marquess of Rockingham | britischer Premierminister                                                                        | 52    |       |
| 3. Juli  | Esteban de Terreros y Pando                         | spanischer Philologe Lexikograf und Jesuit                                                        | 74    |       |
| 11. Juli | Adam Dietrich                                       | deutscher Botaniker                                                                               | 70    |       |
| 13. Juli | Joseph Pickford                                     | englischer Baumeister und Architekt                                                               |       |       |
| 15. Juli | Isaak Iselin                                        | Schweizer publizistisch tätiger Geschichtsphilosoph in der Zeit der Aufklärung                    | 54    |       |
| 15. Juli | Nikita Iwanowitsch Popow                            | russischer Astronom                                                                               | 62    |       |
| 16. Juli | Christian von Hessen-Rotenburg                      | landgräflicher Prinz                                                                              | 31    |       |
| 16. Juli | Luise Ulrike von Preußen                            | schwedische Königin                                                                               | 61    |       |
| 19. Juli | Joseph Fuchs                                        | deutscher Benediktinerpater und Mainzer Hofarchäologe                                             |       |       |
| 20. Juli | Karl Joseph von Firmian                             | österreichischer Staatsmann                                                                       | 65    |       |
| 21. Juli | Placidus von Camerloher                             | deutscher Komponist der Vorklassik                                                                | 63    |       |
| 21. Juli | Karl                                                | Herzog von Sachsen-Meiningen                                                                      | 27    |       |
| 22. Juli | Gennaro Basile                                      | italienischer Maler und Zeichner                                                                  |       |       |
| 26. Juli | Hermann Adolf von Nagel                             | Domherr in Münster und Paderborn, kurkölnischer Kämmerer, Amtsdroste in Stromberg sowie Kriegsrat | 49    |       |

## August
| Tag        | Name                                           | Beruf, bekannt als                                                 | Alter | Beleg |
| ---------- | ---------------------------------------------- | ------------------------------------------------------------------ | ----- | ----- |
| 2. August  | Andreas Schickhardt                            | herzoglich-württembergischer Kammer-Schreibverwalter               | 71    |       |
| 6. August  | Nicolas Chédeville                             | französischer Komponist des Barock                                 | 77    |       |
| 7. August  | Andreas Sigismund Marggraf                     | deutscher Chemiker                                                 | 73    |       |
| 9. August  | Ludwig Heinrich Mollwo                         | Ratsherr der Hansestadt Lübeck                                     |       |       |
| 10. August | Johann Gottlob Thierbach                       | deutscher Pädagoge                                                 | 46    |       |
| 14. August | Christian Gottfried Struensee                  | deutscher Pädagoge und Autor                                       | 65    |       |
| 15. August | Joseph von Bolza                               | kursächsischer Finanzier und Bankier, böhmischer Textilunternehmer | 63    |       |
| 15. August | Jean-Baptiste-Antoine Forqueray                | französischer Gambist und Komponist                                | 83    |       |
| 19. August | Francesco De Mura                              | italienischer Maler                                                | 86    |       |
| 19. August | Stephen Trigg                                  | US-amerikanischer Pionier und Soldat des Bundesstaates Virginia    |       |       |
| 20. August | Alfred von Großbritannien, Irland und Hannover | Mitglied der Britischen Königsfamilie aus dem Haus Hannover        | 1     |       |
| 20. August | André Hercule Alexandre de Rosset de Rocozel   | französischer Hochadliger, Militär und Emigrant                    | 32    |       |
| 22. August | Henri Louis Duhamel du Monceau                 | französischer Botaniker und Ingenieur                              | 82    |       |
| 25. August | Marianne Auenbrugger                           | österreichische Pianistin und Komponistin                          | 23    |       |
| 27. August | Henriette Maria Luise von Hayn                 | deutsche Dichterin geistlicher Lieder                              | 58    |       |
| 31. August | Niels Egede                                    | norwegischer Kaufmann                                              |       |       |

## September
| Tag           | Name                                       | Beruf, bekannt als                                                      | Alter | Beleg |
| ------------- | ------------------------------------------ | ----------------------------------------------------------------------- | ----- | ----- |
| 5. September  | Bartolina Sisa                             | Ehefrau von Tupac Katari                                                |       |       |
| 6. September  | Giovanni Battista Cacherano di Bricherasio | piemontesischer General                                                 | 75    |       |
| 6. September  | Martha Jefferson                           | US-amerikanische Ehefrau von Jefferson                                  | 33    |       |
| 7. September  | Reimar von Kleist                          | preußischer Generalmajor                                                | 72    |       |
| 9. September  | Martin Anton von Puttkamer                 | preußischer Generalmajor und Erbherr auf Gutwohne                       | 84    |       |
| 14. September | Nicholas Cooke                             | US-amerikanischer Politiker                                             | 65    |       |
| 16. September | Farinelli                                  | italienischer Kastrat                                                   | 77    |       |
| 23. September | Mathias Etenhueber                         | deutscher Dichter                                                       | 60    |       |
| 24. September | Jules Crozet                               | französischer Seefahrer und Entdecker                                   | 53    |       |
| 28. September | Friedrich Theodor Withof                   | deutscher Altphilologe und Rektor des akademischen Gymnasiums in Lingen | 50    |       |
| 30. September | Joseph Pellerin                            | französischer Marinebeamter und Numismatiker                            | 98    |       |

## Oktober
| Tag         | Name                         | Beruf, bekannt als                                                                        | Alter | Beleg |
| ----------- | ---------------------------- | ----------------------------------------------------------------------------------------- | ----- | ----- |
| 5. Oktober  | Heinrich Sander              | deutscher Lehrer und Schriftsteller                                                       | 27    |       |
| 11. Oktober | Ludwig von Wangen-Geroldseck | Fürstbischof von Basel                                                                    | 55    |       |
| 12. Oktober | Maximilian Wilhelm von Seidl | preußischer Landrat                                                                       |       |       |
| 12. Oktober | Jobst Edmund von Twickel     | Domherr in Münster sowie Amtsdroste in Poppenburg                                         | 56    |       |
| 15. Oktober | Johann Georg Oegg            | fürstbischöflicher Hofschlosser und Kunstschmied                                          | 79    |       |
| 21. Oktober | Johann Gottfried Hauptmann   | deutscher klassischer Philologe und Gymnasialdirektor                                     | 70    |       |
| 23. Oktober | Joseph Riepel                | deutscher Musiktheoretiker                                                                | 73    |       |
| 26. Oktober | Jacob Engelbert Teschemacher | deutscher Orgelbauer                                                                      | 71    |       |
| Oktober     | Charles Lee                  | britischer Soldat und General der Kontinentalarmee im Amerikanischen Unabhängigkeitskrieg | 50    |       |

## November
| Tag          | Name                           | Beruf, bekannt als | Alter | Beleg |
| ------------ | ------------------------------ | --- | ----- | ----- |
| 1. November  | Jean-Charles Colombot          | französischer Architekt | 63    |       |
| 9. November  | Anna Dorothea Therbusch        | deutsche Malerin des Rokoko | 61    |       |
| 10. November | Marianne Pirker                | deutsche Opernsängerin | 65    |       |
| 13. November | Jacques Montet                 | französischer Chemiker, Apotheker, Enzyklopädist                                                                                 | 60    |       |
| 15. November | Adam III. Batthyány            | ungarischer Magnat und Grundherr                                                                                                 | 78    |       |
| 19. November | Benjamin Gottlieb Lorenz Boden | deutscher Historiker und Literaturwissenschaftler                                                                                | 45    |       |
| 19. November | Maria Christina von Sachsen    | kursächsisch-polnische Prinzessin, später Sternkreuzordensdame sowie Fürstäbtissin der freiweltlichen Reichsstifts in Remiremont | 47    |       |
| 21. November | Jacques de Vaucanson           | französischer Ingenieur, Erfinder und Flugpionier                                                                                | 73    |       |
| 24. November | Stefano Evodio Assemani        | libanesischer Orientalist | 71    |       |
| 30. November | André-Joseph Blavier           | belgischer Komponist und Kapellmeister                                                                                           | 68    |       |

## Dezember
| Tag          | Name                                    | Beruf, bekannt als                                                      | Alter | Beleg |
| ------------ | --------------------------------------- | ----------------------------------------------------------------------- | ----- | ----- |
| 2. Dezember  | Christian Friedrich Polz                | deutscher Logiker und evangelischer Theologe                            | 68    |       |
| 2. Dezember  | Friedrich Ehrenreich von Ramin          | preußischer Generalleutnant                                             | 73    |       |
| 3. Dezember  | Nikolaus Lorenz von Puttkamer           | preußischer Generalleutnant                                             | 79    |       |
| 7. Dezember  | Haidar Ali                              | südindischer Feldherr und Gegner der britischen East India Company      |       |       |
| 9. Dezember  | Ludovico Calini                         | italienischer Geistlicher, Bischof und Kardinal der Römischen Kirche    | 86    |       |
| 9. Dezember  | Heinrich Wilhelm Muzel                  | deutscher Offizier und Hofrat                                           | 59    |       |
| 10. Dezember | Berthel Laersen                         | dänischer Missionar                                                     |       |       |
| 10. Dezember | Johann Baptist Lethner                  | Baumeister                                                              |       |       |
| 13. Dezember | Carl Friedrich Aichinger                | deutscher Sprachwissenschaftler                                         | 65    |       |
| 13. Dezember | Christian Friedrich Boetius             | deutscher Kupferstecher                                                 | 76    |       |
| 13. Dezember | Friedrich Wilhelm Dieterichs            | Architekt, Ingenieur, und Baubeamter                                    | 80    |       |
| 15. Dezember | Guillaume François Berthier             | französischer Jesuit und Publizist                                      | 78    |       |
| 19. Dezember | Andreas Mayer                           | deutscher Mathematiker                                                  | 66    |       |
| 22. Dezember | Georg Wilhelm Detharding                | deutscher Rechtswissenschaftler und Bürgermeister der Hansestadt Lübeck | 81    |       |
| 26. Dezember | Wilhelm Anton von der Asseburg          | Fürstbischof von Paderborn (1763–1782)                                  | 75    |       |
| 26. Dezember | Scipione Borghese                       | Kardinal der katholischen Kirche                                        | 48    |       |
| 26. Dezember | Frédéric Moula                          | Schweizer Mathematiker und Meteorologe                                  | 79    |       |
| 27. Dezember | Henry Home Kames                        | schottischer Jurist und Philosoph                                       |       |       |
| 28. Dezember | Maria Carolina von Savoyen              | Prinzessin von Sardinien und durch Heirat Prinzessin von Sachsen        | 18    |       |
| 28. Dezember | Georg Friedrich Stabel                  | deutscher Chemiker und Arzt                                             | 95    |       |
| 31. Dezember | Christian Gärtner                       | deutscher Fernrohrbauer und Astronom                                    | 77    |       |
| 31. Dezember | Sebastian Georg Helbling von Hirzenfeld | österreichischer Naturforscher                                          |       |       |

## Datum unbekannt
| Tag | Name                                 | Beruf, bekannt als                                                                            | Alter | Beleg |
| --- | ------------------------------------ | --------------------------------------------------------------------------------------------- | ----- | ----- |
|     | Friedrich Ludwig Abresch             | niederländischer Philologe deutscher Herkunft                                                 |       |       |
|     | Gerhard Friedrich Albrecht           | Jurist, Genealoge und Publizist                                                               |       |       |
|     | Karl Andrassy de Szent Király        | Militär                                                                                       |       |       |
|     | Anna Maria dal Violin                | italienische Geigerin und Violinpädagogin                                                     |       |       |
|     | Pedro Avondano                       | portugiesischer Komponist und Violinist                                                       |       |       |
|     | Simon Moritz Bethmann                | deutscher Kaufmann und Bankier                                                                |       |       |
|     | August Aleksander Czartoryski        | polnischer Militär                                                                            |       |       |
|     | Damian Hugo von Helmstatt            | Reichsritter                                                                                  |       |       |
|     | Wilhelm von Danckelmann              | preußischer Staatsminister                                                                    |       |       |
|     | Johann Gottfried Donati              | deutscher Komponist und Organist                                                              |       |       |
|     | John Fothergill                      | englischer Ingenieur und Unternehmer                                                          |       |       |
|     | Ferdinando Fuga                      | italienischer Architekt                                                                       |       |       |
|     | Johann Adolf Friedrich von Gentzkow  | deutscher Schriftsteller                                                                      |       |       |
|     | Heinrich Ludwig von Gotter           | preußischer Oberstleutnant, Chef des Garnisonsbataillons Nr. 4                                |       |       |
|     | Christian Großbayer                  | deutscher Baumeister des Spätbarocks                                                          |       |       |
|     | Benedict von Herman                  | schwäbischer Fernhandelskaufmann                                                              |       |       |
|     | Peter Hess                           | deutscher Gemmenschneider                                                                     |       |       |
|     | Pietro Antonio Lorenzoni             | italienischer Maler                                                                           |       |       |
|     | Jacques Marquet                      | französischer Architekt                                                                       |       |       |
|     | Matonabbee                           | Indianer, Häuptling vom Stamm der Chipewyan                                                   |       |       |
|     | Adam Heinrich Meißner                | deutscher lutherischer Geistlicher und Philosoph                                              | ~71   |       |
|     | Jean Novi de Caveirac                | französischer ultrakonsevativer Kleriker und Schriftsteller                                   |       |       |
|     | Hyde Parker                          | britischer Admiral                                                                            |       |       |
|     | Phraya Phichai                       | siamesischer Adliger und Gefolgsmann                                                          |       |       |
|     | Jean-Martin de Prades                | französischer Theologe, Beiträger zur Encyclopédie                                            |       |       |
|     | Sadiq Khan                           | Schah von Persien aus der Dynastie der Zand-Prinzen                                           |       |       |
|     | Franz Xaver Schlecht                 | deutscher Musiker und Komponist                                                               |       |       |
|     | Christian Heinrich Siegel            | deutscher Mathematiker                                                                        |       |       |
|     | Johann Rudolf Sinner                 | Schweizer Magistrat                                                                           |       |       |
|     | Adrian van Steckhoven                | niederländischer Gärtner                                                                      |       |       |
|     | Franz Joseph Steinböck               | österreichischer Steinmetzmeister des Barock, 1768 und 1776 Obervorsteher der Wiener Bauhütte |       |       |
|     | Pierre Chrysostème d’Usson de Bonnac | französischer Diplomat                                                                        |       |       |